# Campionato slovacco di calcio a 5 2008-2009
Il Campionato slovacco di calcio a 5 2008-2009 (Joma Extraliga 2008-2009) è stata la sedicesima edizione del Campionato slovacco di calcio a 5, disputato nella stagione 2008/2009 con la formula del girone all'italiana e successivi playoff tra le prime otto squadre. La vittoria finale è andata al RCS Košice, al suo terzo titolo nazionale.

## Stagione regolare
| Pos | Squadra              | Pti | G  | V  | N | P  | GF  | GS  |
| --- | -------------------- | --- | -- | -- | - | -- | --- | --- |
| 1   | Slov-Matic FOFO      | 60  | 22 | 19 | 3 | 0  | 159 | 47  |
| 2   | RCS Košice           | 51  | 22 | 16 | 3 | 3  | 111 | 55  |
| 3   | Senica               | 45  | 22 | 14 | 3 | 5  | 92  | 72  |
| 4   | Program Dubnica      | 41  | 22 | 11 | 8 | 3  | 92  | 68  |
| 5   | Pinerola             | 33  | 22 | 9  | 6 | 7  | 67  | 62  |
| 6   | MIMA Divus Trnava    | 33  | 22 | 10 | 3 | 9  | 85  | 89  |
| 7   | Tupperware Sventex   | 28  | 22 | 8  | 4 | 10 | 60  | 70  |
| 8   | Futsalteam Levice    | 20  | 22 | 5  | 5 | 12 | 85  | 114 |
| 9   | Kláštorná Košice     | 17  | 22 | 5  | 2 | 15 | 84  | 131 |
| 10  | Buldog's Poprad      | 16  | 22 | 4  | 4 | 14 | 66  | 107 |
| 11  | Makroteam Žilina     | 14  | 22 | 3  | 5 | 14 | 70  | 107 |
| 12  | Slovan UK Bratislava | 13  | 22 | 3  | 4 | 15 | 48  | 97  |

|  | Play-Off |
|  | Playout  |

## Playoff

### Quarti di finale
| Squadra1          | Squadra2             | Gara #1 | Gara #2     | Gara #3 |
| ----------------- | -------------------- | ------- | ----------- | ------- |
| Program Dubnica - | Pinerola             | 2 - 5   | 1 - 2       |         |
| Senica -          | ŠK MIMA Divus Trnava | 5 - 2   | 5 - 2       |         |
| RCS Košice -      | Tupperware Sventex   | 7 - 1   | 2 - 1 (DTS) |         |
| Slov-Matic FOFO - | Futsalteam Levice    | 8 - 1   | 6 - 1       |         |

### Semifinali
| Squadra1          | Squadra2 | Gara #1 | Gara #2     | Gara #3 |
| ----------------- | -------- | ------- | ----------- | ------- |
| Slov-Matic FOFO - | Pinerola | 10 - 3  | 5 - 2       |         |
| RCS Košice -      | Senica   | 4 - 3   | 5 - 4 (DCR) |         |

### Finale
| Squadra1          | Squadra2   | Gara #1 | Gara #2 | Gara #3 | Gara #4 | Gara #5 |
| ----------------- | ---------- | ------- | ------- | ------- | ------- | ------- |
| Slov-Matic FOFO - | RCS Košice | 2 - 3   | 6 - 1   | 3 - 1   | 6 - 3   | 5 - 3   |